# Pilar Jorge de Tella
Pilar Jorge Fernández, épouse de Tella, née le 24 août 1884 à Pinar del Río, morte le 26 avril 1967, est une médecin et militante féministe cubaine, fondatrice et présidente d'association.
Elle est l'une des fondatrices du Club féminin de Cuba et fonde ensuite l'Alliance nationale féministe. Elle émet des revendications pour l'émancipation des femmes, le vote, l'éducation, la régulation des naissances. Elle présente de nombreuses pétitions à la législature et aux conventions constitutionnelles exigeant le droit de vote pour les femmes, et est emprisonnée pour avoir organisé une manifestation. Après l'obtention du droit de vote, elle est démise de ses fonctions pour son anticommunisme, et quitte la scène politique.

## Biographie
Pilar Jorge Fernández naît à Pinar del Río le 24 août 1884. Elle est la fille de Vicente Jorge et Josefa Fernández. Elle devient médecin, la première femme médecin de Cuba, mais elle est surtout connue comme féministe.

### Début des revendications féministes, fondation du Club féminin
La Constitution cubaine adoptée en 1901 ne reconnaît pas le droit de vote aux femmes. Plusieurs organisations féministes sont alors créées. L'une d'entre elles, le Club Femenino (le Club féminin) est fondé par Pilar Jorge de Tella, avec Ofelia Domínguez Navarro, Hortensia Lamar, Pilar Morlón de Menéndez (es), Mariblanca Sabas Alomá et d'autres féministes en 1917 ; Pilar Jorge de Tella en est la première secrétaire. Au début, cette organisation fonctionne plus comme une organisation humanitaire que comme une organisation de lutte pour les droits politiques. Elle crée des écoles du soir pour les travailleurs, crée les premières écoles de formation pour les nourrices, lutte pour les droits à l'éducation des femmes détenues, met en place des distributions de lait pour les écoles et lance divers autres programmes pour améliorer le statut socio-économique et éducatif des femmes.

### Porte-parole des revendications
Jorge de Tella, alors responsable du Bureau du Travail, fait entrer le club féminin sur la scène politique lorsqu'elle témoigne en 1921 devant le Congrès sur les conditions de travail des ouvrières. Parmi les revendications que le Club souhaite mettre en œuvre figure une loi présidentielle qui permettrait aux vendeurs de se reposer entre les clients, une journée de travail limitée à huit heures, un salaire minimum ainsi que des congés de maternité et des services de garde d'enfants. Elles s'intéressent aussi aux questions de sécurité et aux questions sociales, mais elles s'y intéressent encore plus quand l'instabilité s'aggrave. En 1923, elle est signataire de la résolution de l’Association des anciens combattants et des patriotes pour mettre fin à la corruption au sein du gouvernement. Au fur et à mesure que les conditions de travail se détériorent, que le gouvernement cubain ne parvient pas à résoudre les problèmes du travail et avec la montée de l’impérialisme américain, de nombreux groupes sociaux se radicalisent. Lorsqu'en avril de la même année, Morlón de Menéndez ouvre le premier Congrès national des femmes, Pilar Jorge de Tella y prononce un discours remarqué soulignant l'importance de l'émancipation. Elle, Domíngues Navarro et d'autres féministes qui soutiennent l'idée d'accorder des droits et des protections égaux aux enfants légitimes et illégitimes finissent par quitter la conférence, car la vision plus conservatrice d'une protection réservée aux enfants légitimes a prévalu,.
Le deuxième congrès national des femmes, organisé en 1925, a un aspect différent, car il rassemble différents intérêts de l'Église et il se déroule en présence du président Gerardo Machado. Pilar Jorge de Tella se prononce en faveur du contrôle des naissances, provoquant une rupture avec le mouvement féministe et la communauté catholique. Le président Machado avait promis d'inscrire le droit de vote des femmes dans la constitution, mais il ne fait rien jusqu'en 1927. Face à l'agitation croissante au sein du gouvernement, il décide d'ajouter l'émancipation des femmes à la liste des réformes qu'il souhaitait, mais les législateurs rejettent le suffrage universel. Les féministes forment alors le Comité pour la défense du droit de vote des femmes (en espagnol Comité de Defensa del Sufragio Femenino, CDSF) et elles commencent à faire pression directement sur les délégués. En janvier 1928, la Conférence panaméricaine se tient à La Havane. Pilar Jorge de Tella et Doris Stevens prennent la parole lors du rassemblement des déléguées représentant les 21 pays des Amériques. Environ 200 participantes défilent pour réclamer le suffrage devant le président Machado et les délégués de la sixième Union panaméricaine. En septembre suivant, lors de la présentation de la Commission interaméricaine des femmes à l'Union panaméricaine, Pilar Jorge de Tella parle avec Doris Stevens et d'autres déléguées des problèmes causés par la perte de citoyenneté des femmes lors du mariage.

### Fondation de l'Alliance nationale féministe
Fortes du soutien international, Pilar Jorge de Tella, Ofelia Domínguez Navarro, Hortensia Lamar, Rosaria Guillaume et Rosa Arredondo de Vega présentent une pétition à Antonio Sánchez de Bustamante, président de la procédure constitutionnelle, exigeant que le droit de vote des femmes soit inclus dans la constitution. Mais cette pétition est rejetée sous le prétexte que les femmes seraient mentalement et physiquement inférieures aux hommes. En 1928, Pilar Jorge de Tella et Domínguez Navarro réorganisent les instances féminines peu écoutées en fusionnant les petites organisations du Comité d'Action Civique (en espagnol Comité de Acción Cívico) et le CDSF pour créer l'Alliance Nationale Féministe (en espagnol Alianza Nacional Feminista, ANF). L'ANF devient l'une des organisations féministes les plus actives, même si elle est principalement composée de femmes de la classe supérieure et de la classe moyenne. Une scission a lieu en 1930, à cause des divergences philosophiques entre les deux fondatrices. Pilar Jorge de Tella pense que l'organisation doit être un groupe de pression politique qui organise aussi des activités culturelles et récréatives. Domínguez Navarro souhaite plutôt une organisation qui œuvre pour le changement politique et économique et soutient les intérêts des femmes de la classe ouvrière. Lorsque Domínguez Navarro perd sa candidature à la présidence, elle quitte l'organisation et emmène ses partisanes avec elle. Deux nouvelles organisations naissent de la scission, le Syndicat des femmes de Domínguez Navarro (en espagnol Unión Laborista de Mujeres), et le Lycée (Lyceum), qui est une organisation culturelle et intellectuelle.

### Troubles, manifestations, emprisonnement
Les troubles provoqués par l'affirmation de Machado lors de l'élection où il est le seul candidat provoquent des violences et des émeutes. Pilar Jorge de Tella et Hortensia Lamar organisent en janvier 1931 une marche exigeant la démission du président Machado et rassemblent des féministes de l'Alianza, du Club Femenino, du Lyceum et de l'Unión. Elles se rendent au palais présidentiel pour présenter leurs revendications. Alors que la tension augmente, Machado riposte et prévient qu'il « maintiendra la paix à tout prix ». Des actions visant spécifiquement à faire taire les femmes sont alors lancées et Pilar Jorge de Tella est arrêtée en même temps que Ana Quintana, Leonora Ferreira et Perez Reyes pour avoir manifesté ; elles sont envoyées à la prison pour femmes de Guanabacoa.

### Obtention du droit de vote
En 1933, Machado est contraint de quitter ses fonctions et, à la suite de sa démission, des membres éminents de la société cubaine rencontrent des responsables de l'ambassade américaine. Pilar Jorge de Tella et Hortensia Lamar font partie de ceux qui ont rencontrent l'ambassadeur Sumner Welles. Après une série de changements présidentiels, Carlos Mendieta arrive au pouvoir et l'Alianza lui présente une nouvelle demande pour le droit de vote. Le 3 février 1934, le droit de vote est enfin étendu aux femmes cubaines . Mais en août suivant, Pilar Jorge de Tella est renvoyée par Raúl Roa García (en) pour un éditorial anticommuniste qu'elle publie dans la revue Carteles.